# Брейк (снукер)
Брейк (англ. snooker break), или «се́рия» — общее количество очков, заработанных игроком в снукер в результате поочерёдного забивания шаров без нарушения правил, за один подход к столу в течение одного фрейма (партии). Таким образом, минимальное значение брейка может быть одно очко, а максимальное — 147 очков. Теоретически, в предельно редких случаях, брейк может быть 148—155 очков (см. Максимальный брейк).

## Методика
Осуществление удачного брейка — теоретическая основа построения партии в снукере. В большинстве случаев игрок пытается сделать как можно больший брейк, чтобы завершить партию «в один подход». Это и есть самое сложное, так как игрок должен мысленно представить, как будут расположены шары на столе после очередного удара, и вывести биток на удобную позицию для следующего удара. Если после одного шара игрок не забивает другой, то брейк окончен.

## Сенчури-брейк
В случае, если игрок делает серию, равную 100 и более очкам, такой брейк называется сенчури-брейком (англ. century break или «сотенная серия»). Сенчури-брейк считается хорошим показателем индивидуального мастерства (так как общий счёт включает и фреймы, которые игрок проводит в не приносящей много очков  обороне). Статистика ведётся с 1982 года, результаты растут, в том числе и из-за увеличения количества игр. Для игроков особо почётно попасть в так называемый список «100+» — список снукеристов, сделавших 100 и более сенчури за свою карьеру. Абсолютным рекордсменом по количеству сотенных серий является семикратный чемпион мира Ронни О’Салливан, на его счету 1234 сенчури (на 17 января 2024 года).

## Максимальный брейк
В большинстве случаев, когда игрок делает серию в 147 очков, такой брейк называют «максимальным». Максимальный брейк — высочайший показатель профессионального уровня игры, и является особо почётным достижением среди игроков. Само по себе исполнение максимального брейка является значимым событием на турнире и/или в сезоне.

## Рекорды
- Самый быстрый максимальный сенчури-брейк — 5 минут, 8 секунд (Ронни О’Салливан).
- Количество сенчури в матче до 5 побед — 5[3] (Ронни О’Салливан, Трофей Северной Ирландии 2007).
- Количество сенчури в матче до 10 побед — 7 (Стивен Хендри финальный матч чемпионата Великобритании 1994 против Кена Доэрти).
- Количество сенчури в одном турнире — 18 (Дин Цзюньхуэй, чемпионат мира 2016)
- Количество сенчури в одном сезоне — 103 (Нил Робертсон, сезон 2013/2014).